# SennaRin
SennaRin (茜雫 凛 Senna Rin?, Tokio, 23 de septiembre de 2001) es una artista, letrista e ilustradora japonesa, fichada por Sacra Music bajo Sony Music Labels. Comenzó su carrera como cantante haciendo versiones de música J-pop y anime, she made her debut as a solo artist on April 13, 2022, con el lanzamiento de su debut EP Dignified. Dos canciones del EP, "dust" y "melt", se utilizaron como tema de apertura y final en la serie de películas de anime Legend of the Galactic Heroes: Die Neue These Gekitotsu. El primer sencillo de SennaRin, "Saihate", se utilizó como tema final en el anime Bleach: Thousand-Year Blood War.

## Carrera
SennaRin nació en la prefectura de Fukuoka, en 2001. En 2019 abrió un canal de YouTube y empezó a subir sus versiones de canciones japonesas populares, sobre todo las que aparecen en el anime.
A principios de 2022, SennaRin hizo tres preestrenos de temas de la obra extendida Dignified, todos ellos utilizados en proyectos de colaboración. La primera pista, "dust", se publicó el 3 de marzo de 2022; se utilizó como tema de apertura en la serie de películas de anime The Legend of the Galactic Heroes: Die Neue These Gekitotsu . La segunda pista, "BEEP", publicada el 7 de marzo de 2022, se utilizó como tema principal en J Sports Rugby 2022. La tercera pista, "melt", publicada el 13 de marzo de 2022, se utilizó como tema final en la serie de películas de anime The Legend of the Galactic Heroes: Die Neue These Gekitotsu.
El 13 de marzo de 2022, SennaRin asistió al evento en directo "Hiroyuki Sawano LIVE [nZk]007", en el Foro Internacional de Tokio. El evento contó con actuaciones suyas y de otras voces invitadas, que posteriormente se retransmitieron por streaming al público extranjero.
Las actuaciones de SennaRin en YouTube, que ya han recibido más de 9 millones de visitas, llamaron la atención del compositor y productor musical japonés Hiroyuki Sawano, lo que le llevó a producir su primera obra extendida Dignified. publicado el 13 de abril de 2022, alcanzó el número 59 en la lista de Oricon.
Su primer concierto en directo, "HIGH FIVE 2022", se celebró el 15 de abril de 2022 en Fukuoka, su ciudad natal.
El 18 de junio de 2022, SennaRin ofreció en Arabia Saudí el primer concierto en solitario de su carrera. El evento tuvo lugar en Anime Village, en Jeddah, donde interpretó 16 canciones.
SennaRin actuó en Animethon 2022, una convención de anime que tuvo lugar en agosto de 2022, en Edmonton, Canadá. También asistió a un concierto en vivo en Shibuya WWWX el 7 de octubre.
SennaRin lanzó su primer sencillo, "Saihate", el 23 de noviembre de 2022. La canción se utilizó como tema final en el anime Bleach: Thousand-Year Blood War, emitido en octubre de 2022.Su primer álbum de estudio, ADRENA , se lanzará el 15 de mayo de 2024.

## Estilo e influencia musical
SennaRin se define como una "cantante pop de la próxima generación", descrita como poseedora de una voz atractiva, ronca y suave. También se la considera una cantante con un "característico tono grave y un sentido de la transparencia".

## Discografía

### Obras extendidas
| Título    | Detalles                                                                                               | Máximas posiciones en las listas |
| Título    | Detalles                                                                                               | JPN                              |
| --------- | --- | -------------------------------- |
| Dignified | - Lanzamiento: 13 de abril de 2022 - Disquera: Sacra Music - Formatos: CD, descarga digital, streaming | 59                               |

### Sencillos
| Título    | Detalles                                                                                                   | Máximas posiciones en las listas | Álbum       |
| Título    | Detalles                                                                                                   | JPN                              | Álbum       |
| --------- | --- | -------------------------------- | ----------- |
| "Saihate" | - Lanzamiento: 23 de noviembre de 2022 - Disquera: Sacra Music - Formatos: CD, descarga digital, streaming | 48                               | Planificado |

## Apariciones de canciones
| Año  | Título    | Aparareció en                                                                           |
| ---- | --------- | --------------------------------------------------------------------------------------- |
| 2022 | "dust"    | Tema de apertura del anime The Legend of the Galactic Heroes: Die Neue These Gekitotsu. |
| 2022 | "BEEP"    | Tema principal de J Sports Rugby 2022.                                                  |
| 2022 | "melt"    | Tema final del anime The Legend of the Galactic Heroes: Die Neue These Gekitotsu.       |
| 2022 | "Saihate" | Tema final del anime Bleach: Thousand-Year Blood War.                                   |

## Videografía

### Videos musicales
| Año  | Título                                               |
| ---- | ---------------------------------------------------- |
| 2022 | "BEEP"                                               |
| 2022 | "melt"                                               |
| 2022 | "Missing Piece -WwisH-" (SennaRin x Hiroyuki Sawano) |
| 2022 | "Akashi"                                             |
| 2022 | "Till I" (SennaRin x Hiroyuki Sawano)                |
| 2022 | "Saihate"                                            |